# زوزق وزيري
الزَّوْزَق الوزيري أو نائبة الملك أو نائب الملك هي فراشة من أمريكة الشمالية، في جنس الزوزق. كان يُعتقد مدة طويلة أنها مشاكهة باتيسية للفراشة الملكية، ولكن نظرًا لأن الزوزق الوزيري غير مستساغ للحيوانات المفترسة، فإنه يعد الآن مشاكهة مولرية.